# 일품 해물라면
일품 해물라면은 식품 회사 팔도가 생산하는 라면이다.
오징어, 새우, 미더덕, 홍합이 첨가된 해물맛 라면